# Сретен Марић
Сретен Марић (Косјерић, 5. март 1903 — околина Тура, 26. септембар 1992) био је српски есејиста, преводилац и професор светске књижевности на Филозофском факултету у Новом Саду. Највећи део живота провео је живећи у Србији и Француској.

## Биографија
Рођен је 1903. године у Субјелу (општина Косјерић), али се од најраније младости много и често селио (у Београд, Скопље, Лион). У Београду је дипломирао књижевност, а у Паризу је докторирао историју. Као гимназијски професор радио је у Београду, Скопљу и Загребу, где објављује и прве преводе. Други светски рат провео је у Београду и родном Субјелу, а након рата се на позив Марка Ристића, тадашњег југословенског амбасадора у Паризу, запослио као саветник за културу у тој амбасади од 1946. до 1950. године.
Шездесетих година се вратио у Србију, где се започео професорску каријеру на Филозофском факултету од 1962. до 1974. године. Био је професор Позоришне академије у Београду од 1940. до 1944. године. Марић је био уредник Држвног издавачког завода Југославије.
Био је члан Удружења књижевника Србије и Војвођанске академије наука и уметности.
Био је члан САНУ од 1979. године.
Био је човек од света и ерудита, велики познавалац књижевности, историје уметности и историје филозофије. Говорио је француски, енглески, немачки и руски језик, а преводио је дела Карла Маркса („Одабрана писма“), Фердинанда де Сосира ("Општу лингвистику") и Џонатана Свифта („Гуливерова путовања“).
Друштво књижевника Војводине му је 1987. године доделило награду за животно дело.
Библиотека Матице српске и општина Косјерић, почев од 2005. године, сваке две године додељују награду „Сретен Марић“ за најбољи есеј, односно књигу есеја из књижевности, уметности или филозофије.
Писао је о Есхилу, Сервантесу, Стендалу, Вијону, Лотреамону, Монтењу, Рембоу, Шатобријану, Фокнеру, Сартру, Бодлеру, Хелдерлину, Прусту итд.
Поред есеја о светским писцима, писао је есеје и о филозофима и мислиоцима: о Хајдегеру, Касиреру, Канту, Фројду, Гастону Башлару, Леви-Стросу, Дилтају, Кожеву, Ролану Барту и Мишелу Фукоу.

## Награде
- Октобарска награда Новог Сада (1963);[1]
- Нолитова награда (1979);[1]
- Награда Друштва књижевника Војводине (1988)[1][3]

## Дела
- „Огледи I“
- „Гласници апокалипсе“, записи и есеји
- „Протејска свест критике“
- „Раскршћа“, књига есеја;
- „Пропланци есеја“
- „Огледи II“.

## Наслеђе
2005. године Библиотека Матице српске и Скупштина општине Косјерић установили су Награду „Сретен Марић”, која се додељује за најбољу књигу есеја објављену у протекле две године.
2021. године, један од главних путева у селу Субјел, који води ка срењевековном Субјелграду, добио је име Улица академика Сретена Марића. (Извор: Милијан Деспотовић: "СУБЈЕЛ - школа, угледници и академци", Свитак, Пожега, 20221)